# Садово (Бургасская область)
Садово (болг. Садово) — село в Болгарии. Находится в Бургасской области, входит в общину Сунгурларе. Население составляет 177 человек.

## Политическая ситуация
В местном кметстве Садово, в состав которого входит Садово, должность кмета (старосты) исполняет Ванё Георгиев Христов (Болгарская социалистическая партия (БСП)) по результатам выборов правления кметства.
Кмет (мэр) общины Сунгурларе — Георги Стефанов Кенов (Движение за права и свободы (ДПС)) по результатам выборов в правление общины.